# Бислав
Бислав (пол. Bysław, нім. Groß Bislaw) — село в Польщі, у гміні Любево Тухольського повіту Куявсько-Поморського воєводства.
Населення — 1725 осіб (2011).

## Демографія
Демографічна структура станом на 31 березня 2011 року:
|          | Загалом | Допрацездатний вік | Працездатний вік | Постпрацездатний вік |
| -------- | ------- | ------------------ | ---------------- | -------------------- |
| Чоловіки | 868     | 208                | 583              | 77                   |
| Жінки    | 857     | 217                | 484              | 156                  |
| Разом    | 1725    | 425                | 1067             | 233                  |